# Криница (платформа, Белорусская железная дорога)
«Криница» (бел. Крыніца) — остановочный пункт электропоездов в Молодечненском районе. Расположен на перегоне «Уша — Молодечно» между платформами Татарщизна и Селивоновка.
Остановочный пункт расположен в одноименной деревне. Недалеко от станции проходит трасса P28, Минск — Молодечно.

## Стоимость
Стоимость проезда от станции Минск-Пассажирский — 8900 рублей, от станции Молодечно — 1600 рублей.

## В пути
Время в пути, со всеми остановками от станции Минск-Пассажирский, около 95 минут.